# Literatura turca
La literatura turca és el conjunt d'obres escrites en turc, tant antic (la llengua comuna de l'Imperi Otomà) com en la variant moderna d'aquesta llengua.

## Origen

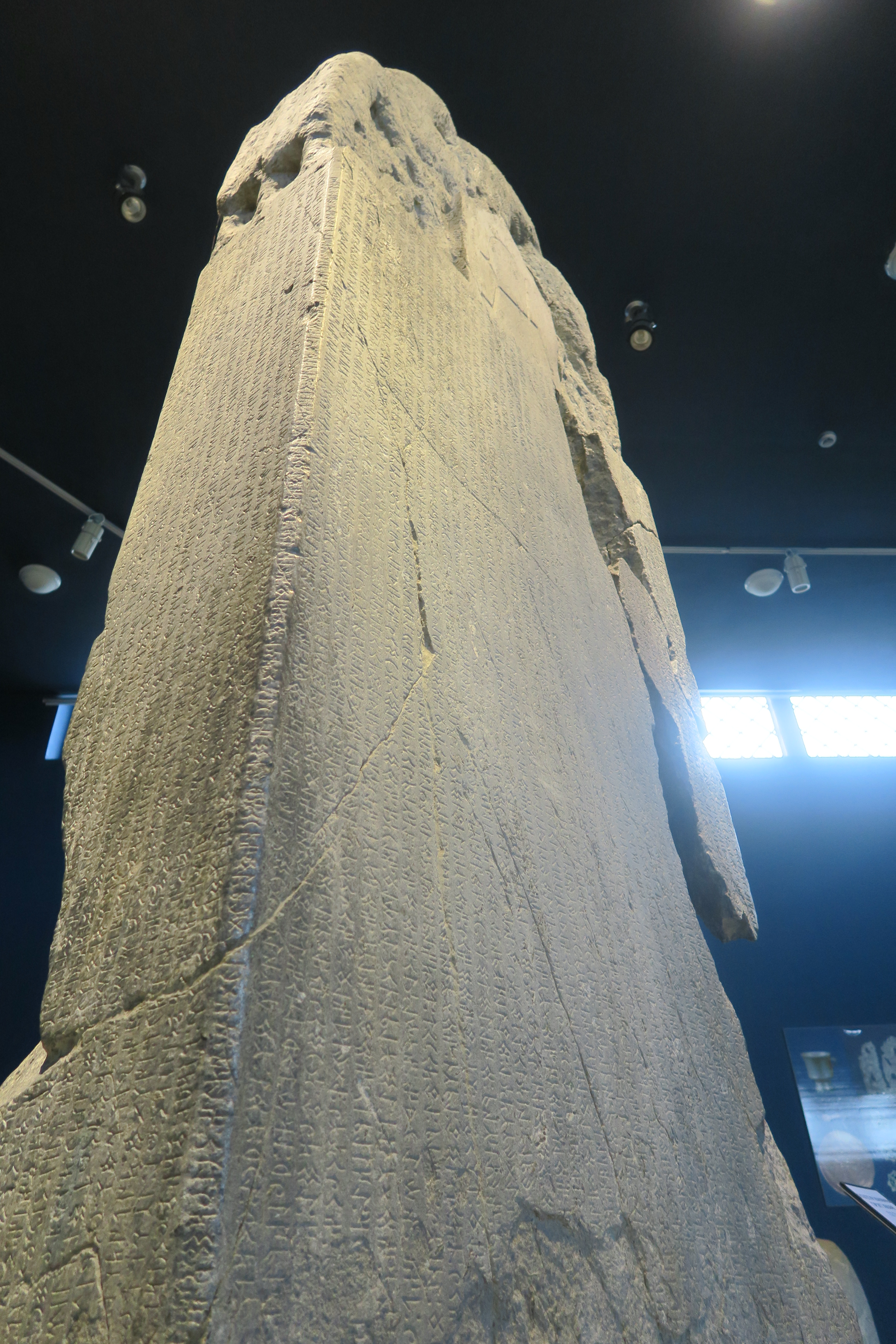
Inscripcions d'Orkon (Mongòlia).

Els pobles turcs aparegueren en la història segons llibres xinesos com a unions o associacions de pobles nòmades en la zona de l'actual Mongòlia. El text escrit turc més antic data del començament del segle VIII, i va ser trobat en aquell territori. Fou escrit en un alfabet rúnic de 38 lletres. Altres exemples d'escrits més antics formen xicotetes inscripcions i notes en objectes metàl·lics, ceràmics o de fusta.
Les inscripcions d'Orhon, són les més antigues mostres conegudes d'escriptura en llengües pertanyents a la gran família lingüística de les llengües túrquiques, descobertes a la vall del riu Orhon, al nord de Mongòlia, el 1889 i desxifrades el 1893 pel filòleg danès Vilhelm Thomsen. Es troben en dos grans monuments, erigits els anys 732 i 735 dC en honor del príncep turc Kül (m. 731) i el seu germà l'emperador Sentina (m. 734), i estan gravats en una escriptura utilitzada també per a inscripcions trobades a Mongòlia. , Sibèria i Turkistan oriental i Thomsen l'anomena "runes túrquiques". Relaten en llenguatge èpic els orígens llegendaris dels turcs, l'època daurada de la seva història, la seva submissió pels xinesos i el seu alliberament per Sentina. L'estil polit dels escrits suggereix un desenvolupament anterior considerable de la llengua turca.

## Literatura popular
Una tradició rellevant són el conjunt de contes i cançons sorgides al voltant de figures del folklore asiàtic i islàmic, com Nasreddín. Aquest folklore s'ha traslladat a escena amb el teatre d'ombres, sovint amb històries centrades en les relacions entre Karagöz (arquetip de vilatà) i Hacivat (un refinat urbanita). Es tracta d'obres costumistes, amb un punt d'humor.
Dins la lírica, destaca la figura de Yunus Emre, que va compondre poesia mística, gènere que a Occident està lluny de la literatura popular però no a Turquia, on se solia cantar amb acompanyament musical, d'una forma similar a la poesia dels trobadors medievals. Un altre poeta remarcable és Pir Sultan Abdal.
Al gènere èpic cal destacar el Llibre de Dede Korkut i la llegenda de Köroğlu.

## Literatura culta

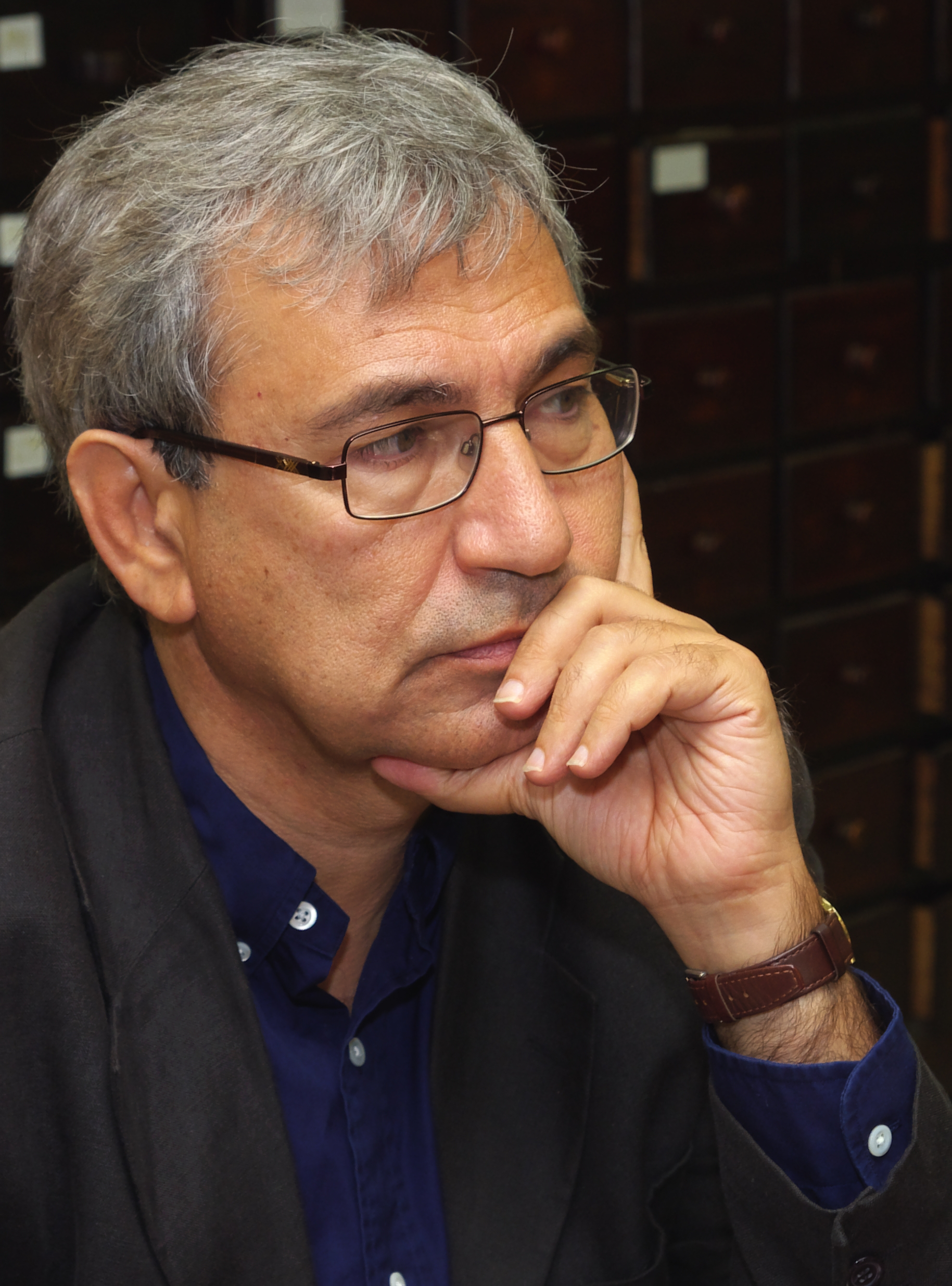
Orhan Pamuk el 2009.

La poesia culta, que es va començar a conrear en època otomana, s'anomena de divà i té un component altament simbòlic, basat en l'antítesi entre els tipus d'amor o de vida (representats pel rossinyol i la rosa i per l'asceta i el dervix, respectivament). Els autors més rellevants són: Fuzūlī, Bâkî, Nef‘î i Nedîm.
La narrativa no es va desenvolupar als primers segles de literatura turca, centrats en la crònica i en tractats de to assagístic, així com en debats religiosos. De fet, fins al segle xix no es va començar a conrear la novel·la, d'influència occidental (especialment de la literatura francesa), com l'obra de Mehmed Namik Kemal o la de Halit Ziya Uşaklıgil.
Com a reacció, sorgiria al segle xx una literatura nacionalista, que va barrejar per primer cop les dues tradicions turques. Aquesta literatura, ajudada pels plans massius d'alfabetització, va arribar a grans sectors de la població fins aleshores exclosos i es va diversificar temàticament i genèrica. L'últim autor d'aquesta tendència és Orhan Pamuk, guardonat amb un Premi Nobel de Literatura.

## Literatura Otomana (c. 1300 - 1839)
Mentre que els otomans escrivien una gran quantitat de prosa (especialment sobre història, teologia, misticisme, biografia i viatges), la poesia era el focus del pensament literari; per tant, la discussió següent es limitarà al vers. Les formes, gèneres i temes de la literatura turca preotomana i otomana —aquelles obres escrites entre el 1300 i el 1839 aproximadament, l'any en què es van iniciar les reformes de Tanzimat d'ampli abast— generalment es derivaven de les de la literatura persa, directament o bé mitjançant la mediació de la literatura txagatai. Anatòlia i parts dels Balcans, encara que cada cop més turcoparlants, van desenvolupar una alta cultura literària del tipus conegut com persa.

## Literatura Turca Contemporània
La literatura turca contemporània s'enriqueix amb nombrosos autors prolífics que han modelat i elevat el panorama literari de Turquia. Mehmet Âkif Ersoy, una figura clau de la primera literatura turca moderna, és conegut per la seva dicció heroica i els seus versos impregnats de dogma i passió. La seva marca de nacionalisme està profundament entrellaçada amb els valors islàmics, un tema que es reflecteix de manera destacada a la lletra de l'himne nacional turc, del qual va ser autor. Yahya Kemal Beyatlı, celebrat com a neoclàssic, va elaborar lletres meticuloses en formes i metres tradicionals, centrades en temes de l'amor, la grandesa otomana i la bellesa natural d'Istanbul.
Entre les veus revolucionàries de la poesia turca del segle xx, destaca Nazım Hikmet. Des de principis de la dècada de 1920, Hikmet ha estat una força per a la modernització, influenciant la literatura turca tant estèticament com políticament. Comunista compromès, va passar molts anys empresonat a Turquia, va fugir a la Unió Soviètica el 1951 i va morir a Moscou el 1963. La seva obra sovint plora la injustícia social, critica l'opressió de les masses i advoca per un canvi revolucionari.
A mitjans de la dècada de 1950 va sorgir un nou gènere atrevit conegut com la "novel·la del poble", que va assolir el seu punt àlgid amb "İnce Memed" de Yaşar Kemal, una novel·la que ha estat traduïda en 25 idiomes, en català com "El Falcó", amb el personatge central de Memed, nascut enmig de la pobresa i la injustícia, pateix la tirania dels cacics, esdevé l'heroi d'una novel·la apassionant i profunda, una defensa de les classes populars que ens acosta les tradicions orals. Kemal és considerat el novel·lista més famós de Turquia, reconegut tant a nivell nacional com internacional. La ficció satírica de la literatura turca està dominada per Aziz Nesin, considerat el més gran satíric de la història de Turquia. Nesin, una figura literària important, va ser autor de més de cent llibres, incloent poesia i prosa, amb més de seixanta obres que ofereixen una crítica aguda de l'opressió i la brutalització de l'home comú.
També es va produir una empenta per la modernització a principis dels anys quaranta, quan Orhan Veli Kanık, Oktay Rifat i Melih Cevdet Anday van llançar el seu moviment de realisme poètic, impulsat per un desig revolucionari de canvi. Aquesta nova generació va portar endavant el llegat de l'obscurantisme d'on havia deixat el surrealisme d'Asaf Halet Çelebi als anys quaranta. İlhan Berk, potser l'innovador poètic més agosarat i perdurable de Turquia i portaveu del grup sovint identificat com la "segona novetat", va declarar famosament: "L'art és per la innovació". La tradició de la poesia clàssica també continua viva, sostenida per un grup d'hàbils formalistes associats principalment a la revista mensual Hisar, que va deixar de publicar-se el 1980 després de trenta anys.
Enis Batur és una altra figura important de la literatura turca contemporània, que escriu tant en turc com en anglès, amb algunes de les seves obres traduïdes a l'anglès per traductors turcs. Orhan Pamuk, que va guanyar el Premi Nobel l'any 2006, és probablement l'escriptor turc més reconegut internacionalment, àmpliament considerat com un dels principals novel·listes del país. El primer èxit li va arribar amb la publicació Beyaz Kale (El castell blanc,  1985),ambientada a la Turquia del segle xvii, aborda l’afirmació de la identitat i l’intercanvi entre cultures, un tema fonamental en l’obra de Pamuk. Aquest títol, la primera de les seves novel·les traduïda a l’anglès, va ser elogiada per l'escriptor nord-americà John Updike, a les pàgines de The New Yorker, i es va consagrar definitivament amb Benim Adım Kırmızı (Em dic Vermell, 1998), una novel·la que combina la narració de misteri, la història d'amor i la reflexió filosòfica, ambientada a l'Istanbul del segle xvi.
Cal destacar escriptores turques, com Halide Edib, defensora dels drets de la dona i líder nacionalista turca, que va viure entre les dues guerres mundials, la seva obra més reconeguda és la novel·la, publicada per primera vegada en anglès a Londres l'any 1935 amb el nom de The Clown and His Daughter, de la seva època de maduresa, amb l'objectiu de donar a conèixer un carrer típic d'Istanbul abans del període de modernització als occidentals. L'obra va ser publicada en turc amb el nom de Sinekli Bakkal al diari Haber, entre octubre de 1935 i febrer de 1936, i més tard  com a llibre.
Suat Derviş és considerada, juntament amb Edib, com una de les principals escriptores femenines de la literatura turca contemporània. Filla d'una família aristòcrata d'Istanbul, Derviş va viure la caiguda de l'aristocràcia otomana i les reformes de modernització implantades per Mustafà Kemal Atatürk, amb una laïcització de l'estat. Kara Kitap (El Llibre Negre), va ser la seva primera novel·la, publicada l'any 1921. En aquesta obra, explica els sentiments interiors i el desig de viure d'una jove condemnada a mort.
Més recentment, Elif Şafak, escriptora turca, nascuda a França, la seva mare era diplomàtica turca. Ha publicat obres tant en turc com en anglès, traduïts a diversos idiomes. Traduïdes al català, Honor (original en turc İskender) (2011), un relat sobre una jove kurda que viu a Londres, es remunta tres generacions enrere. i també la seva novel·la La bastarda d’Istanbul (2006), publicada originalment en anglès, The Bastard of Istanbul, traduïda el mateix any a la seva llengua materna turca amb el títol Baba ve Piç. L'obra tracta sobre dos personatges, l’Asya, turca, que viu a Istambul i l’Armanoush, armènia que viu als Estats Units, les seves famílies i com estan connectades a través dels esdeveniments del genocidi armeni de 1915.

## Alguns escriptors turcs
- Oğuz Atay
- Nazım Hikmet
- Attila İlhan
- Yaşar Kemal
- Vedat Türkali